# Cuanajo
Cuanajo es una localidad situada en el municipio de Pátzcuaro en el estado de Michoacán. 

## Población
Posee una población 5644 habitantes.
| Año  | Habitantes Mujeres | Habitantes hombres | Total habitantes |
| ---- | ------------------ | ------------------ | ---------------- |
| 2020 | 2926               | 2718               | 5644             |
| 2010 | 2439               | 2319               | 4758             |
| 2005 | 2470               | 2234               | 4704             |

## Geografía
Cuanajo está a 2326 metros de altitud.